# Robert Mudražija
Robert Mudražija, né le 5 mai 1997 à Zagreb en Croatie, est un footballeur croate qui évolue au poste de milieu offensif au HNK Rijeka, en prêt du FC Copenhague.

## Biographie

### Carrière en club

#### Débuts avec le NK Zagreb
Natif de Zagreb, il est formé dans le plus important club de Croatie, le Dinamo Zagreb. Cependant, il termine sa formation dans un autre club de la ville, le NK Zagreb. C'est avec cette équipe qu'il découvre le monde professionnel en 2014. Après deux saisons passées au NK Zagreb, il rejoint le club autrichien du FC Liefering, avec lequel il joue dix matchs.

#### NK Osijek
Après seulement une saison au FC Liefering, Robert Mudražija retourne en Croatie en signant pour le NK Osijek en juillet 2017. Il débute avec son nouveau club dès le 13 juillet 2017, lors d'un match de qualification pour la Ligue Europa face au FC Lucerne, où il est titulaire. Son équipe s'impose 2-0. Trois jours plus tard, il joue son premier match de championnat avec Osijek face au NK Rudeš (match nul 1-1). Il inscrit son premier but en championnat le 18 mai 2018, lors d'une défaite des siens face au Slaven Belupo (2-1).

#### FC Copenhague
Le 28 janvier 2019, Robert Mudražija s'engage avec le FC Copenhague, pour un contrat courant jusqu'au 31 décembre 2023,. Il remporte son premier titre en étant sacré Champion du Danemark en 2018-2019.

#### HNK Rijeka
Le 26 janvier 2021, lors du mercato hivernal, Robert Mudražija est prêté pour un an et demi avec option d'achat au HNK Rijeka.

### Carrière en sélection nationale
Le 10 septembre 2018, il reçoit sa première sélection avec l'équipe de Croatie espoirs, face à la Biélorussie. Il est titulaire et le match se termine par la victoire des Croates (0-4).

## Palmarès
FC Copenhague
- Champion du Danemark
  - 2018-2019